# Ferdinand 1. af León
Ferdinand 1. af León, også kaldet Ferdinand den Store (spansk: Fernando el Magno), (født ca. 1015, død 1065) var greve af Kastilien fra 1029 til 1065 og konge af León fra 1037 til 1065. Ifølge traditionen var han den første der lod sig krone til kejser af Spanien i 1056, en tradition der blev ført videre af hans arvinger.
Ferdinand var en yngre søn af kong Sancho 3. af Navarra og Muniadona af Kastilien. Ved sin onkel García Sanchez af Kastiliens død i 1029 fik han titlen greve af Kastilien med udsigt til at arve herredømmet i Kastilien. I 1032 blev han gift med Sancha af León, søster til kong Bermudo 3. af León. Efter at have dræbt sin svoger under Slaget ved Tamarón i 1037 blev han kronet til konge af León i 1038.
Ved Ferdinands død i 1065 blev hans rige delt mellem hans tre sønner: Sancho blev konge af Kastilien, Alfons blev konge af León og García blev konge af Galicien.